# Jean de Laroque
Le chevalier Jean de Laroque ou Jean de La Roque, né à Marseille le 19 février 1661 et mort à Paris le 8 décembre 1745, est un voyageur, journaliste et homme de lettres français, l’un des fondateurs de l’Académie de Marseille.

## Biographie
Frère du journaliste Antoine de Laroque avec lequel il collabora au Mercure de France, Jean de Laroque a produit Marseille savante, ancienne et moderne, Paris, 15 décembre 1726, in-12 de 54 pages, écrit inséré dix ans auparavant dans les Mémoires de Trévoux de janvier 1717 (p. 124-53), sous le titre de Lettre sur le projet d’établir à Marseille une Académie des sciences et belles-lettres. Cette lettre contient des recherches sur la célèbre école de Marseille et sur les savants et les artistes produits par cette ville. Cette lettre ayant été imprimée d’une manière très incorrecte, Laroque la retoucha et la donna fort augmentée sous le titre de Marseille savante…. Dans la brochure de 1726, on trouve, par ordre chronologique, la notice de soixante-et-un écrivains ou savants marseillais, dont les huit derniers étaient encore vivants. Laroque se proposait de compléter cet ouvrage par une Notice des artistes ou amateurs des arts, mais cette suite n’a pas paru.
On doit également à Laroque le récit de son Voyage dans l’Arabie heureuse, fait de 1708 à 1710, par l’Océan-Оriental et le détroit de la mer Rouge, avec la relation d’un Voyage fait du port de Moka à la cour d’Yémen, de 1711 à 1713. Paris, ou  Amsterdam, 1716, in-12 fig. Dans cet ouvrage, Laroque raconte le voyage des Malouins partis en direction du port de Moka au Yémen via le cap de Bonne-Espérance et qui lancèrent les premiers le commerce de café "en droiture" (c'est-à-dire sans intermédiaire). À la fin du volume, on trouve la description du caféier, des observations sur l’origine et les progrès de la culture de cet arbuste, et des recherches sur son introduction en France, etc. ; Voyage en Syrie et au mont Liban, Paris, Саillеаu, 1722; ou Amsterdam, 1723, 2 vol. in-12. L’auteur s’y est attaché particulièrement à décrire le Liban et l’anti-Liban, qu’il avait visités à la fin de l’année 1689, et à faire connaître les mœurs des différentes peuplades qui habitent ces montagnes. On n’avait encore rien écrit d’aussi détaillé sur les ruines de Balbek ; Voyage fait, par ordre du roi, dans la Palestine, vers le grand-émir, chef de princes arabes du désert, suivi de la Description de l’Arabie, faite par le sultan Ismaël Abulfeda, traduite en français аvеc des notes (Paris, 1717 ou Amsterdam, Steenhower, 1718, in-12 fig).
Laroque est encore l’auteur d’un Voyage dans la Basse-Normandie, et Description du Mont Saint Michel. Il a partagé cette description en douze lettres, qui ont été successivement insérées dans les Mercure mois de juillet 1733. Il a aussi laissé une traduction française de l’itinéraire de Benjamin de Tudèle, avec des notes critiques.

## Source
- Joseph-Marie Quérard, La France littéraire, t. 4, Paris, Firmin Didot, 1830, p. 3.
- Abdulghani Al-Hajebi, La Représentation de l'Arabie heureuse dans les récits des voyageurs français de la Renaissance à l’époque de la colonisation, Thèse, Université de Rouen, 28 janvier 2010, dir. François Bessire.
- Abdulghani Al-Hajebi, Les recits de voyage épistolaires en Arabie au XVIIIe siècle, In Études Romanes (Estudios Románicos), vol. 28, Mercia, 2019, pp. 11-30.
- Abdulghani Al-Hajebi, Les récits de voyage français en Arabie Heureuse : forme et écriture, in la revue Studii si cercetari filologice. Seria limbi romanice (Etudes et recherches en philologie. Série langues romanes), vol. 1, n 19, mai 2016, Université de Pitesti, Roumanie.